# Irene Rocas i Romaguera
Irene Rocas i Romaguera (Llofriu, 1861 - Buenos Aires, 1947) fue una folclorista y lexicógrafa española, destacada colaboradora de Antoni Maria Alcover y Francesc de Borja Moll en la autoría del Diccionari català-valencià-balear.

## Biografía
Irene Rocas i Romaguera pertenecía a una familia ampurdanesa de fuertes convicciones religiosas y catalanistas: los Bassa i Llorens. La historia de su familia ha podido reconstruirse gracias a las memorias y notas que Rocas escribió en los ejemplares de la revista Ressorgiment desde mediados del XIX hasta el año 1930 en colaboración con otros tres miembros de la familia y con la ayuda de los documentos que se encontraban en la casa solariega de los Bassa en Llofriu y que actualmente se conservan en el Archivo Municipal de Palafrugell.
Rocas se crío en una pequeña masía del Sobirà, Can Marxant, en Llofriu. Se casó con un indiano, Joan Bassa i Bosch, veinte años mayor que ella, con el que se estableció en Argentina. En 1908 murió su marido sin hacer testamento y tuvo que afrontar una nueva vida con sus nueve hijos (María Gràcia, Aniceta, Ernesta, Florenci, M. Àngels, Serafí, Lluis, M. Montserrat y María). 
El traslado del nuevo núcleo familiar a Olot (1908) y posteriormente a Barcelona (1909) permitió a Irene ofrecer una formación artística a sus hijos, y a ella tejerse una sólida red de contactos que le permitirían escalar socialmente hasta límites insospechados para una mujer de su época. 
La desvinculación física y espiritual con Joan Bassa liberó en Irene todas sus inquietudes intelectuales hasta entonces reprimidas, especialmente una pasión desmedida por recoger la sabiduría popular de su localidad natal, haciendo una recopilación de fábulas y de dichos ampurdaneses. Tuvo una intensa actividad cultural a lo largo de su vida y escribió un diario que describe la vida cotidiana y política de finales del XIX y principios del XX.
El amor de Irene por la lengua catalana fue determinante para la formación del carácter de sus hijos María Gràcia y Florenci y de su papel como promotores y difusores de la cultura catalana en Argentina. La partida de María Gracia Bassa i Rocas, ya reconocida poetisa y de Florenci llenó de añoranza a Irene por encontrarse tan lejos de sus hijos. A través de las páginas de las memorias y notas de Rocas y del contenido de las cartas familiares, conocemos la relación entre todos los miembros de la familia que pese al alejamiento físico mantuvieron una intensa relación, que se veía favorecida por muchos intereses comunes: el catalanismo, la práctica religiosa, el gusto por la lectura y la música.
En la etapa barcelonesa, Rocas conoció a intelectuales como Carme Karr, pionera del feminismo en Cataluña, o Dolors Monserdà, y vivió en primera persona la actividad de la Sección Filológica del Institut d'Estudis Catalans (IEC) desde su creación. Es allí donde entabla amistad con ilustres filólogos como Antoni Griera, Pere Barnils, Pompeu Fabra y Antoni M. Alcover presidente de la Sección Filológica, este último, en 1911, incluye a Rocas en el grupo de colaboradores para la creación del Diccionari de la llengua catalana iniciado en 1901. Los conflictos y vicisitudes que vivió este proyecto en su fase de elaboración retrasaron su publicación hasta 1963, bajo el nombre de Diccionari Català-Valencià-Balear. Alcober escindido del IEC y enemistado con Fabra, potenció el papel de Rocas, aliada incondicional del clérigo y filólogo manacorí. Rocas contribuyó con más de 20.000 cédulas lexicográficas enviadas al equipo de redactores (además de compartir ideales e intereses, todos los Bassa ayudaban a elaborar las cédulas lingüísticas que Irene Rocas enviaba a mosén Alcover, y recogían fichas sobre folclore catalán). También fue informadora del Archivo de Etnografía y Folclore de Catalunya, bajo la dirección de Tomàs Carreras i Artau. En el fondo patrimonial Bassa-Rocas y Fina-Rocas del Archivo Municipal de Palafrugell, se conservan algunos escritos inéditos sobre fraseología, así como un extenso epistolario familiar y personal.
En 1927, su vida experimenta un giro al volver a la Argentina, donde residía su hija Maria Gràcia. Nunca más volvió a Cataluña. Sin embargo, desde allí se dedicó a escribir y a completar un inaudito diario de 18 volúmenes, que registra el conjunto de su existencia día a día, desde sus primeros recuerdos de niñez hasta poco antes de morir, en 1947. Estos diarios se conservan en el Archivo Municipal de Palafrugell y fueron digitalizados por Jordi Curbet Hereu y Maria Pilar Perea.

## Intercambio epistolar
Para la familia Bassa en particular, ha sido muy importante la revisión de la correspondencia por el descubrimiento de cartas relevantes del mundo cultural, político y artístico, donde podemos encontrar expresiones reiterativas que delataban el carácter catalanista de toda la familia.
Este intercambio epistolar muchas veces se realizaba mediante postales cuya iconografía pone al descubierto imágenes antiguas de las comarcas de Girona y de diferentes lugares de Argentina. A través de este análisis iconográfico, podemos contrastar la fisonomía tremendamente rural del territorio a principios de siglo con el trazado moderno de las nuevas ciudades argentinas, que se caracterizan por las avenidas largas y anchas, y por los edificios ostentosos.

## El hablar de Llofriu
Sólo con los estudios primarios, Rocas logró hacerse un hueco en un mundo de hombres, gracias a su vocación humanística, que también transmitió a su hija, Maria Gràcia. Uno de los trabajos más interesantes que hizo Rocas es la colaboración con Alcover para el Diccionario catalán-valenciano-balear. Hizo tal cantidad de trabajo que Alcover la consideraba uno de sus "colaboradores con poco sueño" y muchas (o la mayoría) de las entradas que pertenecen al habla de Llofriu están en el diccionario gracias a ella. Por ejemplo: charraboy, gallimpana, barrabola, xena, xajón, favás, apechugado. Ella misma cuenta en sus dietarios que realizaba una media de 25 cédulas por día.
La relación que Rocas tuvo con Alcover fue muy intensa, sobre todo entre 1910 y 1927, cuando se marcha a Argentina. En el Boletín del Diccionario de la Lengua Catalana, se puede ver esta relación constante, con las diferentes colaboraciones que hizo, la cantidad de cédulas que envió... Las cartas que los dos folcloristas se habían ido enviando son también una constatación de que la relación fue constante. En el Boletín, Alcover animaba a sus otros editores con aparecer en su lista de "colaboradores con poco sueño" en la que Rocas aparecía a menudo.

## Catalanismo y Esperantismo
En junio del año 1912 llegó a Argentina una flor de retama que había sido cosechada al pie de la tumba del cura Cinto Verdaguer: la destinataria era Maria Gràcia Bassa y el remitente su madre, Irene Rocas.
Este gesto delata el talante de esta familia con claras connotaciones catalanistas y religiosas. Este catalanismo no era sólo un revestimiento floralesco sino que tenía un contenido mucho más serio, que se puede seguir en los diferentes artículos escritos por Florenci y Maria Gràcia y en la relación que tuvieron con políticos relevantes como Serra y Moret, que se convirtió en cuñado de Maria Gràcia, e incluso con Francesc Macià. Precisamente, Francesc Macià y Ventura i Gassol fueron huéspedes de Maria Gràcia durante el año 1928 en su domicilio de Buenos Aires, y durante su estancia quedaron impresionados por la biblioteca de la familia, que estaba repleta de numerosas obras de cultura y literatura catalanas. La llegada de Macià a Buenos Aires produjo un fuerte impacto en el alma catalanista de María Gràcia. Este impacto emocional la condujo a crear un largo poema titulado El gozo de la llegada, que se publicó en el periódico Resurgimiento.
Por otra parte y de forma similar a sus hijos Maria Gràcia, Florenci y Serafí, Rocas fue simpatizante del esperanto como lengua auxiliar internacional.

## Feminismo
Los miembros femeninos de esta familia también se destacaron por el llamamiento público que realizaron para reconocimiento de la condición de la mujer. Ejemplifican un feminismo temprano con una clara apuesta por la reivindicación de la necesidad de la educación de la mujer y la valoración de su papel en el mundo cultural y en el mundo educativo.
La hija de Rocas, María Gràcia defendió este feminismo a través de las conferencias que impartió en diferentes centros culturales argentinos y también mediante sus colaboraciones escritas en diferentes periódicos y revistas como el Ressorgiment, en lengua catalana, donde escribía una columna periódica que se titulaba precisamente Glosses feministes y que firmaba con el seudónimo de Alidé.

## Reconocimientos
En 2000 el Ayuntamiento de Palafrugell dio su nombre a una calle de Llofriu. También ha editado el primer volumen de los diarios (1999) y los refranes que recogió (2004) y ha dedicado una exposición a la familia Bassa i Rocas. En 2008 se publicó un CD-ROM con los Dietarios (1861-1947) y el Epistolario Alcover-Rocas (1911-1926).
La antigua casa de Llofriu donde vivió la familia Bassa i Rocas acoge actualmente el Centro Social y Cultural de Llofriu.